# Личитра, Сальваторе
Сальваторе Личитра (итал. Salvatore Licitra; 10 августа 1968, Берн — 5 сентября 2011, Катания) — итальянский оперный тенор.

## Биография
Сальваторе Личитра родился 10 августа 1968 года в Берне, Швейцария. Вскоре семья переехала в Милан, где мальчик и вырос.
Начинал обучение пению как баритон, пока не поступил в вокальную академию Карло Бергонци, где определили тип его голоса.
Дебют Личитры состоялся в 1998 году, в городе Парма, где он исполнил партию Риккардо в опере Верди «Бал-маскарад». После успешного выступления тенор подписал контракт заменяющего певца на исполнение опер «Бал-маскарад», «Риголетто» и «Аида» в Вероне. Случилось так, что именно он выступил во всех этих спектаклях, после чего и был замечен Риккардо Мути, пригласившим его в Ла Скала.
За успешным дебютом в Ла Скала последовали «Тоска» и «Мадам Баттерфляй» на Арене ди Верона в июне и июле 1999 года. Запись оперы «Трубадур» с участием Личитры и под управлением Мути была опубликована Sony Classical в 2001 году. В 2000 году в Вероне Личитре была присуждена Премия Дзенателло в номинации «певец года».
В мае 2002 года в Метрополитан Опера Личитра заменил Лучано Паваротти за несколько часов до концерта. После выступления СМИ окрестили певца «новым Паваротти, достойно продолжающим великие итальянские традиции». Газета The New York Times писала:

Сальваторе Личитра — истинный итальянский тенор, имеющий глубокий баритональный диапазон голоса.

Дебютной записью Личитры был саундтрек к фильму «Человек, который плакал» (2000), в котором он исполнил оперные арии и колыбельную на идише для роли кантора Абрамовича в исполнении Олега Янковского.
До конца жизни тенор исполнял главные парти в таких операх, как «Андре Шенье», «Эрнани», «Дон Карлос», «Сельская честь», «Паяцы» и цикл «Триптих».

## Смерть
27 августа 2011 года Сальваторе Личитра пострадал в ДТП, врезавшись в стену на своём мотоцикле. Тенор получил тяжелые травмы головы и грудной клетки. Личитра пробыл в коме девять дней, скончавшись 5 сентября в больнице Катании.